# Керсті Ковентрі
Керсті Ковентрі  (англ. Kirsty Coventry, 16 вересня 1983) — зімбабвійська плавчиня, олімпійська чемпіонка, політикиня й спортивна адміністраторка. Найбільш титулована олімпійка з Африки. У 2025 році була обрана президенткою Міжнародного олімпійського комітету.

## Біографія
Керсті Ковентрі народилася в Хараре, столиці Зімбабве, навчалася та брала участь у змаганнях з Обернського університету в Алабамі, США. На літніх Олімпійських іграх 2004 року в Афінах виграла три олімпійські медалі: золоту, срібну та бронзову, а на літніх Олімпійських іграх 2008 року в Пекіні — чотири: золоту й три срібні. Згодом Пол Чінгока, голова Олімпійського комітету Зімбабве, назвав Керсті Ковентрі «нашим національним надбанням», а президент Зімбабве Роберт Мугабе — «золотою дівчиною» і особисто нагородив її 100 000 доларів США за виступ на Олімпіаді 2008 року.
2016 року Керсті Ковентрі завершила кар'єру з плавання після своєї п'ятої Олімпіади; вона здобула найбільшу кількість індивідуальних медалей у жіночому плаванні в історії Олімпійських ігор. Ковентрі є членом Міжнародного олімпійського комітету (МОК), а на початку 2018 року стала головою Комісії атлетів МОК, органу, який представляє олімпійських спортсменів у всьому світі.
20 березня 2025 року стала президенткою Міжнародного олімпійського комітету — Ковентрі перша в історії жінка та африканка, обрана на цю посаду. З вересня 2018 року вона також обіймала посаду міністра молоді, спорту, мистецтва та відпочинку в кабінеті міністрів Зімбабве.
23 червня 2025 року Ковентрі вступила на посаду президента МОК після передачі президентських обов'язків на честь заснування перших сучасних Олімпійських ігор у 1894 році.

## Виступи на Олімпіадах
| Олімпіада   | Дисципліна                            | Місце |
| ----------- | ------------------------------------- | ----- |
| Сідней 2000 | плавання на 50 метрів вільним стилем  | 36    |
| Сідней 2000 | плавання на 100 метрів вільним стилем | 28    |
| Сідней 2000 | плавання на 100 метрів на спині       | 12    |
| Сідней 2000 | 200 метрів, комплексне плавання       | 18    |
| Афіни 2004  | плавання на 100 метрів на спині       | 2     |
| Афіни 2004  | плавання на 200 метрів на спині       | 1     |
| Афіни 2004  | 200 метрів, комплексне плавання       | 3     |
| Пекін 2008  | плавання на 100 метрів на спині       | 2     |
| Пекін 2008  | плавання на 200 метрів на спині       | 1     |
| Пекін 2008  | 200 метрів, комплексне плавання       | 2     |
| Пекін 2008  | 400 метрів, комплексне плавання       | 2     |